# Уайтхерст, Уолтер
Уо́лтер Уа́йтхерст (англ. Walter Whitehurst; 7 июня 1934, Манчестер — 20 января 2012, Блэкпул) — английский футболист, фланговый хавбек.

## Футбольная карьера
Уроженец Манчестера, Уайтхерст начал футбольную карьеру в молодёжной команде «Райдер Броу Бойз». В 1950 году стал игроком молодёжной команды «Манчестер Юнайтед», подписав любительский контракт в августе 1950 года, а в мае 1952 года — профессиональный контракт. Свой первый (и единственный матч) в основном составе «Манчестер Юнайтед» провёл 14 сентября 1955 года: это была игра Первого дивизиона против «Эвертона» на стадионе «Гудисон Парк».
В ноябре 1956 года в поисках игрового времени перешёл в клуб Третьего северного дивизиона «Честерфилд». Провёл в клубе четыре сезона, сыграв 97 матчей.
В сезоне 1960/61 выступал за клуб «Кру Александра». В дальнейшем играл за «Моссли» и «Аштон Юнайтед». В составе «Аштона» играл вместе с родным братом Джимом Уайтхерстом, который также выступал за «Дарвен» и «Стейлибридж Селтик».
Умер в Блэкпуле в возрасте 77 лет после продолжительной болезни.

## Статистика выступлений
| Клуб              | Сезон            | Лига | Лига | Кубок | Кубок | Итого | Итого |
| Клуб              | Сезон            | Игры | Голы | Игры  | Голы  | Игры  | Голы  |
| ----------------- | ---------------- | ---- | ---- | ----- | ----- | ----- | ----- |
| Манчестер Юнайтед | 1955/56          | 1    | 0    | 0     | 0     | 1     | 0     |
| Манчестер Юнайтед | Итого            | 1    | 0    | 0     | 0     | 1     | 0     |
| Честерфилд        | 1956/57          | 21   | 1    | 2     | 0     | 23    | 1     |
| Честерфилд        | 1957/58          | 24   | 0    | 1     | 0     | 25    | 0     |
| Честерфилд        | 1958/59          | 31   | 0    | 3     | 0     | 34    | 0     |
| Честерфилд        | 1959/60          | 15   | 1    | 0     | 0     | 15    | 1     |
| Честерфилд        | Итого            | 91   | 2    | 6     | 0     | 97    | 2     |
| Кру Александра    | 1960/61          | 3    | 1    | 0     | 0     | 3     | 1     |
| Кру Александра    | Итого            | 3    | 1    | 0     | 0     | 3     | 1     |
| Всего за карьеру  | Всего за карьеру | 95   | 3    | 6     | 0     | 101   | 3     |